# 비소화 갈륨
비소화 갈륨(Gallium arsenide, GaAs) 또는 갈륨비소는 갈륨과 비소로 구성된 화합물이다.
GaAs 태양전지는 태양에너지를 전기로 바꿔주는 광변환 효율이 40%로서, 실리콘 태양전지(16%)보다 두 배 이상 효율이 높다.
1980년대 초반에 갈륨비소 태양전지의 효율이 실리콘 태양전지 효율을 처음으로 뛰어넘었고, 1990년대 이르러서는 인공위성에 쓰이는 값싼 실리콘 태양전지를 값비싼 갈륨비소 태양전지로 대체하였다.
갈륨비소 태양전지는 실리콘 태양전지보다 훨씬 작게 만들 수 있고 원재료 사용량도 획기적으로 줄일 수 있다. 갈륨비소는 실리콘에 비해 신호처리 속도가 6배가량 빠르고 전력 소모량은 3분의 1 수준이지만, 가격은 실리콘 웨이퍼에 비해 15배가량 높다.
아이폰 등 현재의 스마트폰은 대규모집적회로(LSI), 갈륨비소(GaAs) 반도체, 리튬이온 배터리가 없었다면 불가능한 제품이다.

## 같이 보기
- 아르신
- 질화 갈륨
- 발광 다이오드